# منتوهوي
المنتوهوي (بالصينية: 门徒会; بالترجمة الحرفية 'apostles' assembly')، والمعروفة أيضًا باسم طائفة المسيح ثلاثي الخلاص (بالصينية: 三赎基督; البينيين: sān shú jīdū) (الصينية: 大子公式) هي حركة دينية مسيحية جديدة في الصين.
تأسست المجموعة في شنشي عام 1989 على يد المراسل السابق جي سان باو (بالصينية: 季三保)، الذي ادعى أنه المجيء الثاني ليسوع المسيح. واختار اثني عشر "تلميذاً"،  مما أدى إلى تسمية المجموعة بجمعية الرسل.
بحلول عام 1995، ادعت الطائفة أن لديها أكثر من 250 ألف عضو. وبحلول عام 1999، ربما بلغ عدد أعضائها أكثر من نصف مليون عضو. في عام 2013، بلغ عدد أعضاء الطائفة حوالي 100 ألف عضو في قويتشو. وكان لها وجود في شنشي، وقانسو، وخبي، وتشينغهاي، وهونان، وجيانغسو، ويوننان، وشاندونغ، وسيتشوان وشينجيانغ.
حظرت المينتوهوي في الصين في عام 1990 وأُدرجت على قائمة الحكومية المحظورة في عام 1995. وقد وقعت عدة اعتقالات لأعضاء الجماعة منذ ذلك الحين. كانت أحدث حملة قمع في صيف عام 2020، عندما اعتقلت الشرطة ما يقرب من 100 عضو في باوتو و100 عضو آخر في دتشو.

## التاريخ
تأسست الحركة على يد جي سان باو في مقاطعة ياو، تونغتشوان، في إقليم شنشي في 20 فبراير 1989 (اليوم الخامس عشر من الشهر القمري الأول).
جي سان باو، المعروف أيضًا باسم جي تشونججي، ولد في عام 1939 لعائلة من الفلاحين في شنشى. بعد أن حصل على تعليم ابتدائي فقط، أمضى معظم حياته المبكرة يعمل كمزارع وعامل مناجم، وانتقل في النهاية إلى شينجيانغ للعمل في فيلق الإنتاج والبناء في شينجيانغ. التقى جي بزوجته وتزوجها هناك في عام 1960، وأنجبا العديد من الأطفال معًا، وعادا في النهاية إلى شنشى في عام 1971.
اعتنق جي المسيحية في عام 1976 بعد وفاة أحد أبنائه، وانضم إلى طائفة الصراخين في عام 1982. في عام 1985 أعلن نفسه "المسيح ثلاثي الخلاص" (في إشارة إلى فداء نوح، وفداء لوط، وفداء جي سان باو)، وأعلن أن نهاية العالم وشيكة، واقترح "رحلة روحية من سبع خطوات" لإنقاذ البشرية وإحضار البشرية جمعاء إلى مملكة المسيح
بدأ جي نشر معتقداته في جميع أنحاء الصين في أواخر 1980، وتجنيد أتباع في أنكانغ، وشيانغيانغ ومقاطعة شيتشوان، ونانيانغ. بعد رسامة 12 "تلميذا"، أسس جي كلا من حركة منتوهوي وأعلن نفسه ابن السماء (إمبراطور التنين الحقيقي) لمملكة المسيح السماوية. التي لها الحق في حكم الصين واستبدال حكومة جمهورية الصين الشعبية.
حُظرت المينتوهوي في عام 1990. في مارس 1992، ألقي القبض على جي سان باو وحكم عليه بالسجن لمدة 7 سنوات. وأطلق سراحه في أوائل يونيو 1997، لكنه توفي بعد فترة وجيزة في حادث سيارة في شيآن في ديسمبر. بعد وفاة جي، أُعلن وي شي تشيانغ، أحد التلاميذ الإثني عشر، ملكًا لمملكة المسيح السماوية. في يونيو 2001، بعد أقل من 4 سنوات من توليه قيادة المجموعة، توفي وي بسرطان الكبد. وخلفه تشن شيرونغ، تلميذ آخر.
قُبض على تشين، إلى جانب زعماء آخرين من قبيلة منتوهوي، في 6 نوفمبر/تشرين الثاني 2005 في هانتشونغ. حُكم عليه بالسجن لمدة 13 عامًا بتهمة قيادة وتنظيم منظمة غير قانونية. وانتهت سلسلة ملوك مملكة المسيح السماوية بشكل فعال بعد اعتقال تشين.